# 说中国
《说中国》，由曾宪瑞作词、蒋大为作曲，创作于2007年。歌曲分为“社会主义救了中国”、“改革开放富了中国”和“科学发展强盛中国”三段，从三个方面颂扬了“中国特色道路”。

## 相关
- 蒋大为的另一首歌曲《和谐家园》与该曲一起入选2009年中宣部、中央文明办等10部委推荐的100首爱国歌曲列表。[1]